# Davenescourt
Davenescourt là một xã ở tỉnh Somme, vùng Hauts-de-France, Pháp.

## Địa lý
Thị trấn này tọa lạc trên giao lộ của đường D160 và đường D41, bên bờ sông Avre, bao quanh bởi các hồ nước, khoảng 25 dặm Anh về phía đông nam của Amiens.

## Dân số
| 1962                                                           | 1968 | 1975 | 1982 | 1990 | 1999 | 2006 |
| -------------------------------------------------------------- | ---- | ---- | ---- | ---- | ---- | ---- |
| 373                                                            | 415  | 364  | 334  | 329  | 469  | 479  |
| Số liệu điều tra dân số từ năm 1962, dân số không tính hai lần |      |      |      |      |      |      |

## Địa điểm nổi bật
fr:Château de Davenescourt (tiếng Pháp)